# Pepa Pedroche
Pepa Pedroche (Madrid, 18 de agosto de 1967) es una actriz española.

## Biografía
Ha trabajando para el teatro, el cine y la televisión en películas como Castillos de cartón, El laberinto del fauno, La mujer más fea del mundo o El otro barrio. En televisión, destaca por su papel en Amar en tiempos revueltos, por el que ganó un premio de la Unión de Actores a la mejor actriz de reparto de televisión en 2009. En cuanto al teatro, fue nominada a los premios Max en 2002 por Don Juan o el festín de piedra.